# João Marques de Oliveira
João Joaquim Marques da Silva Oliveira (ur. 23 sierpnia 1853 w Porto, zm. 9 października 1927) – portugalski malarz naturalistyczny i nauczyciel malarstwa.
W 1864 został przyjęty do Akademii Sztuk Pięknych w Porto na wydział historii malarstwa. Po ukończeniu szkoły w 1873 wraz ze swoim kolegą Antoniem Silva Porto wyjechał do Paryża, gdzie przebywał do roku 1879. Obu malarzy uznaje się za prekursorów naturalizmu w malarstwie portugalskim.
W latach 1876 i 1877 wspólnie z Silva Porto odbył podróże do Belgii, Holandii, Anglii oraz do Włoch, gdzie został na dłużej.
Wystawiał w Salonach Paryża w 1876 i 1878. W 1879 powrócił do Porto, gdzie zainicjował wspólnie z Silva Porto, pokazy malarstwa na świeżym powietrzu.
Od 1881 do 1926 został profesorem na Akademii Sztuk Pięknych w Porto, gdzie zajmował także stanowisko dyrektora.

## Wybrane dzieła
- Autoportret, 1873 Museu Malhoa w Caldas da Rainha
- Cudowne dziecko (Filho Pródigo), 1877, Państwowe Muzeum Soares dos Reis, Porto
- Céfalo e Prócris 1879, Państwowe Muzeum Soares dos Reis, Porto
- Dafnis i chloe, 1879, Państwowe Muzeum Soares dos Reis, Porto
- Święta rodzina, Fresk w kościele "Congregados", Porto
- Serce Jezusa, Fresk w kościele "Grilos", Porto

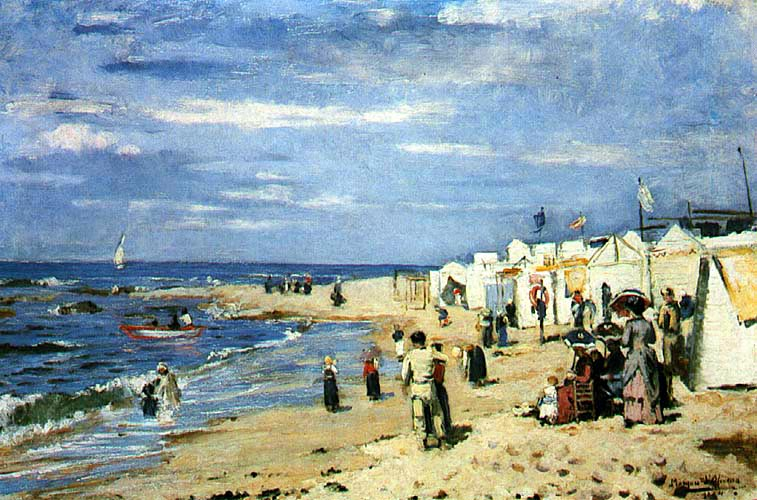
Praia de banhos, 1884